# Eophantes
Genre
Eophantes est un  genre fossile d'araignées aranéomorphes de la famille des Linyphiidae.

## Distribution
Les espèces de ce genre ont été découvertes dans de l'ambre de la mer Baltique. Elles datent du Paléogène.

## Liste des espèces
Selon The World Spider Catalog 16.0 :
- †Eophantes complicatus Wunderlich, 2004 ;
- †Eophantes seorsum Wunderlich, 2012.

## Publication originale
- Wunderlich, 2004 : The fossil spiders of the family Linyphiidae in Baltic and Dominican amber (Araneae:Linyphiidae). Beiträge zur Araneologie, vol. 3, p. 1298–1373.